# Zaczernecze
Zaczernecze (ukr. Зачерне́ччя) – wieś na Ukrainie w rejonie kowelskim należącym do obwodu wołyńskiego.
W czasie okupacji niemieckiej mieszkająca tutaj ukraińska rodzina Zyniuków udzielała pomocy żydowskiemu małżeństwu, Jakowowi i Ewie Biberom, które ukrywało się w pobliskich lasach, za co w 1990 roku Instytut Jad Waszem uhonorował tytułami Sprawiedliwych wśród Narodów Świata Pawła i Tetianę Zyniuków. Wraz z nimi tytuł ten otrzymała Olha Nosal, która również pomagała Biberom.
Do 2020 w rejonie lubomelskim.